# Fabrice Fernandes
Fabrice Fernandes (Aubervilliers, 29 oktober 1979) is een Frans voormalig voetballer. Fernandes was een buitenspeler en speelde voor clubs als Fulham, Stade Rennais, Olympique Marseille, Rangers en Southampton.

## Clubcarrière

### Stade Rennes
Fernandes begon zijn loopbaan bij Stade Rennais in 1998. Hij speelde 33 competitiewedstrijden, maar werd gedurende zijn beginjaren vooral uitgeleend door de club. Fulham werd zijn eerste club op huurbasis. Hij bezorgde Fulham promotie naar de Premier League in 2000/01 als winnaar van de Football League First Division. Fernandes had een aanzienlijk aandeel want hij speelde 29 competitiewedstrijden waarin hij twee keer scoorde. Echter maakte hij het seizoen niet vol want Rennes leende hem in 2001 ook uit aan het Schotse Rangers en Olympique Marseille. Bij deze clubs speelde hij maar weinig – vier wedstrijden voor Rangers en vier voor Marseille. Fernandes gaf aan graag bij Fulham te blijven, wat niet doorging.

### Southampton
Op 28 december 2001 verkocht Rennes hem aan Premier League-club Southampton. Hij debuteerde een dag later tegen Leeds United, een wedstrijd die Southampton verloor. Een kwartier voor tijd viel Fernandes in voor Paul Telfer. In de 89ste minuut scoorde Lee Bowyer op aangeven van Mark Viduka het enige doelpunt van de wedstrijd.
Fernandes was nooit onweerlegbaar vaste waarde bij de Saints, alhoewel hij 91 maal mocht meespelen. Fernandes scoorde vijf keer voor de club in de competitie.
Onder leiding van Gordon Strachan bereikte Fernandes de finale van de FA Cup in 2003. Fernandes bleef op 90 minuten op de bank. 
Southampton verloor de finale met 1–0 van het dan oppermachtige Arsenal van de Franse manager-coach Arsène Wenger. Robert Pirès maakte het verschil.

### Bolton Wanderers
Fernandes verhuisde eind augustus 2005 naar Premier League-club Bolton Wanderers, waar spelers als de Jamaicaanse vleugelspeler Ricardo Gardner, oudgediende Gary Speed en boegbeeld Kevin Nolan de lakens uitdeelden. Fernandes speelde slechts een wedstrijd voor Bolton in de Premier League. Bolton verloor die wedstrijd met zwaar ogende 5–1 cijfers van Chelsea op 15 oktober 2005. Fernandes was invaller, hij mocht centrumspits Kevin Davies aflossen met nog een kwartier op de klok. Trainer Sam Allardyce gebruikte hem ook in de UEFA Cup 2005/06 thuis tegen het Bulgaarse Lokomotiv Plovdiv. Die wedstrijd, op 15 september 2005, werd met 2–1 gewonnen en was zijn debuut voor de club. Verder dan die twee optredens, één in Europa en één in de Premier League, kwam Fernandes echter niet.

### Latere carrière
In 2006 verruilde Fernandes Bolton Wanderers voor het Israëlische Beitar Jeruzalem. Fernandes trainde nog even bij Stoke City, maar kreeg geen contract aangeboden. Vanaf januari 2007 speelde Fernandes in Roemenië, bij Dinamo Boekarest in de Liga 1. In 2008 zette een amper 28-jarige Fernandes een punt achter zijn loopbaan bij Le Havre AC.